# Fekete Párducok
A Fekete Párducok (angolul: Black Panther Party) egy radikális polgárjogi mozgalom volt az Amerikai Egyesült Államokban, melyet két afroamerikai  egyetemista, Huey P. Newton és Bobby Seale alapított 1966-ban a kaliforniai Oaklandben. Az 1960-as évek közepére sokan csalódtak a Martin Luther King hirdette erőszakmentes polgárjogi harcban, ugyanakkor a radikális Malcolm X 1965-ös halála is erőteljes lökést adott a Black Power mozgalomnak. Ideológiailag marxista–leninista irányvonalat képviseltek.

## Jellemzői
A Fekete Párducok egyike volt azoknak az amerikai radikális csoportoknak, akiknek célja az volt, hogy az Államokban emberszámba vegyék a feketéket. Azt vallották, hogy végső soron olyan közösségeket, talán államokat kell létrehozni, ahol a hatalom „a fekete nemzet” érdekeit szolgálja. Nagy hatással voltak rájuk Malcolm X nézetei. Szabadságot, munkát és jobb életkörülményeket akartak, saját kezükbe venni a feketék sorsát. Véget kívántak vetni a kapitalista kizsákmányolásnak. Olyan oktatást követeltek, amiben tanulhatnak a történelmükről, illetve jelenkori szerepükről. Minden fekete férfit fel akartak menteni a hadkötelezettség alól. Véget akartak vetni a rendőri túlkapásoknak és gyilkosságoknak.
A szervezet megalakulásakor a fekete polgárokkal szembeni rendőrségi erőszak ellen lépett fel. Akciókat szerveztek, amelyek a szegény fekete állampolgárok életkörülményeit javították: politikai és gazdaságtani tanfolyamokat tartottak, használt ruhákat osztottak, elsősegélynyújtást és önvédelmet oktattak, drog és alkoholellenes programokat szerveztek, egészségügyi szűrést rendeztek, ingyenes iskolai étkeztetést és orvosi rendelőket biztosítottak.
Más etnikai csoportokat képviselő szervezetekkel is megpróbáltak együttműködni, mint  a vietnámi háború fehér ellenzőivel és a latin-amerikaiak szabadságáért harcolókkal. Bobby Seale a vietkongok képviselőjével is találkozott, Eldridge Cleaver, a párt egyik fő ideológusa és lapjának első főszerkesztője pedig 1970-ben Algériában létrehozta a párt nemzetközi tagozatát, miután egy lövöldözés miatt a rendőrség elől előbb Kubába, majd az afrikai országba menekült.
A tagok gyakran fekete öltözetet és fegyvert viseltek. Sokszor kerültek összetűzésbe a rendőrséggel, nem egyszer fordult elő tűzharc is.
Az FBI, főleg az idegenellenes J. Edgar Hoover nyomására a szervezetet megfigyelte és fel akarta számolni a mozgalmat. Az alapítók egyikét 1968-ban letartóztatták, egy másik besúgó lett. 1969-ben megtámadták a Fekete Párducok főhadiszállását és az ott tartózkodókat lemészárolták. Ugyanakkor rendőráldozatok is előfordultak, például mikor Huey P. Newtont 1967-ben igazoltatták, és az őt felismerő rendőr erősítést hívott, majd az ezután máig nem tisztázott körülmények között kitört lövöldözés során a rendőr életét vesztette. Newtont perbe fogták, de végül felmentették a gyilkosság vádja alól.
1971-től kezdve a szervezet vesztett a jelentőségéből, előbb a belső megosztottság, majd az 1973-as oaklandi önkormányzati választás kudarca miatt került a lejtőre. Később sikkasztások, drogügyek, rivalizálások és gyilkosságok is jellemezték a szervezet vezetőinek pályafutását, majd 1980-ban minden visszhang nélkül megszűnt, miután az egykori 2000 tagú szervezet tagsága 27 főre apadt. Az utolsó Párducokhoz köthető intézményt, a Huey P. Newton nevét viselő Educational Institute iskolát 1982-ben zárták be, miután Newton elsikkasztotta az iskola fenntartására szánt pénzt.

## Fordítás
- Ez a szócikk részben vagy egészben  a   Black Panther Party című angol Wikipédia-szócikk fordításán alapul.  Az eredeti cikk szerkesztőit annak laptörténete sorolja fel. Ez a jelzés csupán a megfogalmazás eredetét és a szerzői jogokat jelzi, nem szolgál a cikkben szereplő információk forrásmegjelöléseként.